# Scenografia virtuale
La scenografia virtuale consiste nell'applicare tecniche e tecnologie derivate dalla computergrafica per realizzare scenografie teatrali ad elevato impatto visivo.
Lo sviluppo del progetto scenografico e dei contenuti tridimensionali uniti alla tecnica del videomapping può generare applicazioni dove le proiezioni diventano spettacolari e illusorie.
Le innumerevoli applicazioni che questa tecnica può avere non interessano solo il campo dello spettacolo ma qualsiasi ambito dell'allestimento e della visualizzazione.
Lo scenografo quindi può offrire la sua professionalità nel campo della comunicazione visiva con strumenti altamente tecnologici e spettacolari.